# Warhammer 40.000
Warhammer 40.000 (conosciuto anche come Warhammer 40K o abbreviato WH40K) è un wargame tridimensionale futuristico, prodotto dalla Games Workshop nel 1987.
È la versione fantascientifica di Warhammer Fantasy; il primo consente un gioco legato al concetto di schermaglia e alla guerra moderna, e utilizza armi e tattiche più avanzate rispetto alla versione fantasy; da esso è anche derivato Warhammer 40,000 Roleplay. È incentrato su un'ambientazione che prende ispirazione da numerosi stereotipi della narrativa fantascientifica e avventurosa. Il gioco ruota intorno a miniature in scala 1:65 cioè alte 28-32 mm (originariamente erano in 25 mm) prodotte dalla Citadel Miniatures, che rappresentano soldati, creature e macchine da guerra. Il gioco richiede una basilare comprensione della tattica delle squadre militari. Vi sono una moltitudine di varianti alle regole del gioco, che possono essere trovate nelle pubblicazioni della Games Workshop, come il mensile White Dwarf, il sito web www.games-workshop.com e di Imperial Armour.

## Storia
La prima edizione del gioco, chiamata Rogue Trader, venne pubblicata nel 1987. La persona responsabile per la stesura delle regole originali fu Rick Priestley. Questa prima versione era incentrata sulla simulazione di piccole scaramucce tra squadre relativamente piccole (in confronto alle edizioni più recenti) di soldatini.
Alcuni elementi dell'ambientazione — come requiem e armature dreadnought — possono essere già visti in un set di regole per il gioco con le miniature chiamato Laserburn, prodotto dalla Tabletop Games. La loro influenza può anche essere vista nel sistema di gioco di Necromunda. Laserburn venne trasformato nel videogioco Laser Squad, predecessore della serie UFO: Enemy Unknown.
La seconda edizione venne pubblicata nel 1993, con l'obiettivo di rendere le battaglie grandi più agevoli da giocare. Questa e le successive versioni sono opera di Andy Chambers. Questa versione era largamente basata su tabelle e modificatori, e venne distribuita in una confezione contenente miniature di Space Marine e di Orki, scenari, dadi e il regolamento base. L'espansione Dark Millennium venne pubblicata più tardi.
La terza edizione venne pubblicata nel 1998, e di nuovo il focus erano le battaglie con eserciti sempre più numerosi. Il regolamento base era disponibile da solo, o come parte della nuova confezione base, contenente anche Space Marine e i neo-introdotti Eldar Oscuri.
La quarta edizione fu pubblicata nel 2004. Non è stato apportato nessun cambiamento radicale rispetto alla precedente versione, tant'è che le vecchie liste degli eserciti continuano a essere valide. È disponibile in solitario o nella confezione base, che presenta gli Space Marine contro i Tiranidi nella Battaglia di Macragge.
La quinta edizione venne pubblicata nel 2008. I cambiamenti più significativi sono stati l'introduzione della linea di vista reale, veicoli più resistenti, e soprattutto una grande importanza data alle truppe, che prima venivano per molti eserciti snobbate, adesso le uniche in grado di conquistare obiettivi. La confezione base Assalto a Egressus Ater include due piccoli schieramenti di Space Marine e Orki, insieme con altri accessori per incominciare a giocare.
La sesta edizione viene pubblicata il 30 giugno 2012. È disponibile in due versioni: come manuale singolo dove, oltre alle regole, è presente un'ampia sezione dedicata al backgound e altre sezioni dedicate al collezionismo e pittura di miniature Games Workshop, oppure in versione in scatola. La scatola si chiama Oscura Vendetta e comprende due piccoli schieramenti di Angeli Oscuri e di Space Marine del Caos (tra l'altro con la scatola escono per la prima volta alcune nuove unità), oltre a un manualetto di piccolo formato dove ci sono le regole (e solamente quelle) e altri accessori che servono per giocare.
La settima edizione viene pubblicata il 24 maggio 2014. Si tratta di un cofanetto che contiene tre volumi: "Una Galassia in Guerra" dedicato al collezionismo e alla pittura delle miniature, "Millennio Oscuro" in cui viene presentata e approfondita l'ambientazione del gioco e "Regolamento" che contiene le regole necessarie per giocare.
L'ottava edizione viene pubblicata il 17 giugno 2017. È disponibile come versione in box, denominata Dark Imperium, che, oltre al manuale delle regole, contiene due schieramenti di miniature (Space Marines Primaris e Death Guard) e introduce una nuova versione di Space Marines, detti Primaris, spostando più avanti la storia di alcuni secoli, più altri materiali utili per il gioco, oppure è possibile acquistare solamente il manuale delle regole.
La nona edizione viene pubblicata nel 2020, la scatola base ha per protagonisti gli Space marine ed i Necron.
La decima edizione viene pubblicata il 23 giugno 2023. Debutta al lancio con Leviathan, box figurante gli Space Marine contro i Tiranidi, introducendo nuove miniature per entrambe le fazioni e snellendo drasticamente le regole di gioco e delle armate.

## Trama
Il mondo di Warhammer 40.000 è classificato come gotico fantascientifico. L'elemento centrale e più famoso dell'universo di Warhammer 40.000 è costituito dagli Space Marines, anacronistica combinazione di super-soldati fantascientifici e monaci-cavalieri medievali, tra i migliori soldati dell'Imperium dell'Umanità, una versione distopica e decadente dei "classici" stati intergalattici e protagonisti indiscussi dello scenario.
L'ambientazione di questa storia è il Materium, con tutte le azioni concentrate nella Via Lattea. Gran parte di essa è controllata dall'Imperium dell'Umanità, preponderante potenza galattica presente. L'Imperium ha a disposizione molti rami militarizzati: la Guardia Imperiale (l'esercito regolare dell'Imperium, formalmente chiamato Astra Militarum), gli space marine dell'Adeptus Astartes, l'Adepta Sororitas, l'Adeptus Custodes, le Sorelle del Silenzio, le casate di Cavalieri Imperiali e altro ancora. Ognuna di queste organizzazioni è rifornita dall'Adeptus Mechanicus, il grande culto della macchina il cui cuore si trova su Marte. Il clero imperiale, conosciuto come Ecclesiarchia o Adeptus Ministorum, diffonde la fede nell'Imperatore, mentre l'Inquisizione sorveglia l'Imperium svelando corruzioni, eresie e infiltrazioni da parte di razze aliene.
Le razze aliene sono molte e l'Imperium li cataloga come Xenos:
- gli Orki: una rozza razza di "pelleverde", grossi ibridi fungo-pianta ossessionati dalla violenza che riciclano la tecnologia delle altre razze e che si riproducono a una velocità sorprendente grazie alla diffusione di spore;
- gli Eldar: i precedenti "protagonisti" della scena galattica caduti in rovina circa 1 000 anni prima dell'ascesa dell'Imperium a causa dei loro vizi e delle loro perversioni;
  - gli Eldar Oscuri: gemelli perversi degli Eldar, costretti per uno scherzo del destino a infliggere dolore agli altri viventi per far sì che la loro anima non venga consumata dal dio Slaanesh;
- i Tau: una giovane razza dalla grande spinta tecnologica che fonda la sua società sul raggiungimento del "Bene Superiore", un ideale collettivista e vagamente anti-razzista;
- i Tiranidi: una razza aliena di predatori cosmici organizzati in gigantesche bioflotte, strutturata come un alveare, proveniente da un'altra galassia che sfrutta entità biologiche e modificazione genetica per consumare tutto ciò che incontra;
  - i Culti dei Genoraptor: sordide cellule di essere umani mutati dall'influsso di untori Tiranidi, cooptano e tramano nell'ombra di molteplici mondi al fine di insorgere all'approssimarsi di una bioflotta dei loro padroni (venerati come Dei delle Stelle);
- i Necron : cadaveri cibernetici privi di sentimenti che hanno ceduto la loro anima agli dei stellari noti come K'tan in cambio dell'immortalità e che ora si risvegliano dal loro sonno durato milioni di anni nei loro Mondi Tomba, pronti a reclamare ciò che in tempi ancestrali apparteneva a loro, guidati dal Re Silente;
- la Lega di Votann: associazioni coalizzate di nani dello spazio siderale, all'avanguardia nel possesso di tecnologie per la difesa dei loro territori.

Il viaggio iperluminale per la galassia è possibile grazie a un separato piano di esistenza, l'Immaterium, comunemente chiamato Warp. Il Warp è descritto come un reame del pensiero, dove i desideri e le emozioni possono essere protagonisti, le correnti e i reflussi possono permettere vasti viaggi interstellari, in modo difficile ma pur sempre possibile. In questo reame del pensiero, si nascondono anche sinistre entità. Le più potenti di esse sono le Divinità del Chaos:
- Khorne: dio della violenza, della rabbia, della carneficina e della guerra;
- Nurgle: dio delle malattie, della putrefazione, del decadimento e della pestilenza;
- Tzeentch: dio del cambiamento, dell'inganno, dei complotti, dei sortilegi, della speranza e dell'ambizione;
- Slaanesh: dio della depravazione, del piacere, del dolore, degli eccessi e della decadenza.

Gli dei del Chaos sono il risultato dei più forti impulsi nelle anime vive degli abitanti dell'universo. I loro culti hanno delle relazioni piuttosto dinamiche e a volte antagonistiche, Khorne si oppone a Slaanesh, mentre Nurgle a Tzeentch. Nurgle è la personificazione della decadenza, Tzeentch dell'evoluzione, Khorne personifica la furia e la violenza, mentre Slaanesh l'epicureo o il sensuale. Questi quattro poteri non sono le sole entità del Warp, ma sono le più grandi e potenti. Come detto, questa è la natura stessa del Warp: oltre l'umana comprensione, veramente inconoscibile.
Come già detto, lo stesso Imperium vanta tra le proprie file diverse fazioni che hanno il medesimo scopo di difendere gli umani e l'integrità dell'egemonia umana: la Guardia Imperiale (Astra Militarum), i sopra citati Space Marine (Adeptus Astartes), gli Ordo dell'Inquisizione, l'Adepta Sororitas, l'Officio Assassinorum, la Legio Cybernetica, gli Skitarii e la Legio Titanicus. Questi stessi gruppi hanno poi al loro interno "reggimenti" specializzati e con proprie caratteristiche speciali, dovute a diverse provenienze. I più famosi sono: Lupi Siderali, Angeli Oscuri, Angeli Sanguinari e Ultramarine per gli space marine; cadiani, cataciani, vostroiani ed elysiani per la guardia imperiale.
Ogni fazione ha poi un nutrito schieramento di eroi e personaggi famosi che contribuiscono a dare colore e realismo a tutta l'ambientazione. Molti di essi hanno dei background curati tramite le campagne narrative e i romanzi, a volte con citazioni ad altri universi fantastici.
Bisogna sottolineare che l'ambientazione del "Millennio Oscuro" nasce come parodia intrisa di citazionismo, fantascienza all'inglese e humour nero con sottili riferimenti storici nell'idea degli originali autori, e ha acquistato una maggiore serietà e profondità solo a partire dalla 3ª edizione del gioco, acquistando quel profondo senso di dannazione e angoscia pura per cui è apprezzata da diversi fan, i quali scelgono di prenderla alla lettera o continuano ad attribuirgli quell'impronta satirica originaria, e spesso contestata come esagerata e politicamente scorretta dai non appassionati.

## Descrizione generale

### Le regole
Ogni giocatore assembla un'armata, che consiste in miniature di metallo bianco, resina e plastica da modellismo, ognuna delle quali rappresenta in genere una singola figura militare tra le razze presenti nell'universo di Warhammer. Queste armate sono composte in base alle regole incluse nel regolamento di Warhammer 40.000, come anche nei Codex, dei volumi di regole specifici per ciascuna fazione. La grandezza e la potenza dell'armata è determinata da un sistema a punti, ove a ogni unità è assegnato un valore in punteggio, proporzionale al suo potenziale sul campo di battaglia. Prima di una partita i giocatori si accordano su quanti punti useranno al massimo per creare le loro armate ed entrambi comporranno un esercito che non superi tale limite, basandosi sulle miniature possedute da ognuno. Le partite normali si giocano fra i 500 e i 2 000 punti (usualmente 1 500 o 2 000) ma possono anche essere molto più grandi (3 000 o più punti in genere). Inoltre, ci sono regole per scontri molto più piccoli che recentemente (2018) sono state condensate nella riedizione di un regolamento di un gioco ad hoc (Kill Team). Le partite durano in genere dalla mezz'ora (per Kill Team) alle molte ore, in base alla dimensione degli eserciti in campo. Una partita standard di Warhammer 40.000 (a 2 000 punti) dura all'incirca 3 ore.
Il gioco si divide in turni, con ogni giocatore che sceglie azioni specifiche per tutte le sue unità nel suo turno; i giocatori utilizzano uno strumento di misura (in pollici) e dadi per determinare il risultato di queste azioni (movimento, fuoco, attacco in corpo a corpo, poteri speciali, ecc.). A ogni battaglia, nella preparazione, è assegnata una missione che consta di un gruppo di regole aggiuntive e uno o più obiettivi (primari e secondari). Le missioni possono essere di sei tipi: cinque che richiedono la conquista di alcuni obiettivi, e un'altra che invece si limita a un "massacro", dove vince chi distrugge più unità dell'avversario.
Alcuni giocatori organizzano una serie di scenari, chiamate campagne, dove due o più giocatori combattono l'uno contro l'altro. Queste campagne possono avere delle loro regole particolari, e seguire una sorta di "traccia", di storia, che può essere alterata a seconda degli esiti delle battaglie stesse. Quasi ogni anno, si tiene una campagna globale in cui i giocatori inviano i risultati delle loro partite alla Games Workshop. Questi risultati vengono raccolti, e tutti assieme influenzeranno la storia del gioco, cosa che sarà tenuta in conto nei seguenti libri o regolamenti. La campagna più recente è Campagna di Vigilus, dopo la caduta di Cadia.
Merita di essere segnalato il fatto che le regole standard finora elencate spesso sono modificate dai giocatori in quanto ritenute non facilmente accessibili o non sufficientemente bilanciate. In tal modo sono nati alcuni regolamenti speciali, adottati soprattutto nei tornei per il gioco competitivo. Tali regolamenti sono:
- ETC
- ETC a squadre
- ITC
- Regolamento della Lega Italiana Warhammer
- Formato TAT, giocato nella Rift League

### Le campagne
Spesso i giocatori decidono di dare vita a una "campagna", le cui regole vengono stabilite dai giocatori stessi (o, altrimenti, vengono usate quelle standard). Si tratta di una serie di partite mirate al racconto di una storia o volte al completamento di un obiettivo, quale il recupero di un artefatto nascosto in un posto particolare di una mappa o l'attraversamento di una zona rischiosa di un personaggio importante. La mappa è solitamente squadrata in rettangoli, sulla quale si muovono le miniature del giocatore che, spesso e volentieri, devono scontrarsi con altri giocatori, il che si traduce nel giocare una partita a Warhammer 40.000. Le campagne sono solitamente organizzate da gruppi di giocatori che fanno parte di una stessa associazione ludica o tra gruppi di amici. Sul regolamento di Warhammer 40.000 e su alcuni codex si trovano consigli sull'organizzazione di una campagna, quali l'ambientazione, il background, le mappe, ecc. Un esempio di campagna è Occhio del Terrore. Sono inoltre pubblicati volumi appositi quali ad esempio Zona di Guerra Pandorax e Zona di Guerra Damnos che offrono regole apposite per rendere le campagne più dinamiche.

### Edizioni, regolamenti e codex
Con il passaggio dalla III alla IV e, successivamente, dalla IV alla V edizione del gioco e il conseguente aggiornamento dei codex molte liste peculiari ai sottoeserciti sono state riunificate a un'unica lista principale. Ad esempio non è più possibile giocare una lista di Signori della Notte o Guerrieri di Ferro con i vantaggi e svantaggi peculiari dell'esercito descritti nel precedente codex Space Marine del Caos o avere una lista di Orki del Kulto della velocità usando le scelte specifiche di quell'esercito. Tuttavia, tali eserciti sono ancora presenti nel background del gioco ed è ancora possibile, fino a un certo livello, rappresentare le peculiarità di un certo esercito inserendo delle scelte mirate a rispettare il background di quella specifica armata.
La VI edizione edita nel 2012 ricalca le logiche della V ma si differenzia da questa principalmente per l'evoluzione delle regole relative:
- ai volanti (veicoli e creature);
- alla possibilità di "acquistare" nella propria lista di armata degli elementi scenici (edifici, fortificazioni, ecc.) e alleati;
- alle modalità di assegnare i danni alle unità (colpi a segno, ferite, ecc.);
- all'utilizzo delle coperture;
- i tratti del generale;
- all'utilizzo dei VP differenziati per le armi potenziate.

l'espansione Escalation introduce la presenza di veicoli super-pesanti, titani, creature di taglia gargantua e avatar di divinità.
La VII edizione edita nel 2014 apporta modifiche minori quali ad esempio:
- le modalità di assegnazione delle ferite;
- la tabella dei danni ai veicoli e degli edifici, riducendo di molto le possibilità di "one shot, one kill";
- le modalità di impiego delle armi a forza D;
- nuovi tratti del generale;
- le modalità di cattura degli obiettivi e modelli capaci di farlo;
- creature mostruose e titaniche (già presentate nei compendium di VI);
- le tabelle delle alleanze;
- la non traduzione dei nomi dei modelli/unità, i quali ora sono identici all'originale.

I cambiamenti maggiori, invece, sono:
- la creazione di una nuova fase chiamata Fase Psionica, posta fra la fase di movimento e quella di fuoco. la nuova Fase Psionica di fatto concentra raccoglie tutte le attività psioniche precedentemente disperse nelle altre fasi, introduce il concetto di dadi potere, necessari all'utilizzo dei poteri e presenta una nuova branca di poteri chiamata demonologia;
- l'introduzione di due modalità di creare la lista d'armata, definiti Armate Libere e Armate Organizzate. Le armate libere sono un insieme di qualsiasi modelli in possesso del giocatore. Le armate organizzate invece presentano una logica più simile al sistema tradizionale con distaccamenti sottoposti a vincoli organizzativi che però possono offrire vantaggi;
- l'introduzione di due modalità di assegnare i punti vittoria (che stabiliscono il vincitore). sono proposte le Missioni Guerra Perenne, simili alle edizioni precedenti e le Missioni Maelstorm della Guerra, che invece introducono delle missioni aggiuntive (anche su carte missione) che conferiscono punti vittoria durante il gioco.

A ogni nuova edizione i libri degli eserciti, i "codex", vengono gradualmente aggiornati. essi comunque restano validi anche se appartenenti all'edizione precedente, fino alla pubblicazione del nuovo libro, normalmente con la pubblicazione del nuovo regolamento seguono delle FAQ per un provvisorio adattamento alle regole di tutti i codex. La VII edizione ha introdotto dei compendium di nuove regole, dei supplementi e dei dataslate che invece introducono delle sottofazioni a codex già pubblicati.
Quello che segue è un elenco aggiornato di tutti i regolamenti, codex e supplementi usciti dalla 1ª alla 7ª edizione del gioco.
| Regolamento/Codex/Supplemento | Edizione | Anno | Mese  |
| --- | -------- | ---- | ----- |
| Gathering Storm: Rise of the Primarch | 7a       | 2017 | 03    |
| Gathering Storm: Fracture of Biel-Tan | 7a       | 2017 | 02    |
| Gathering Storm: Fall of Cadia | 7a       | 2017 | 01    |
| Traitor Legions (supplemento dedicato alle regole aggiuntive per le Legioni Traditrici degli Space Marine del Caos) | 7a       | 2016 | 12    |
| Codex Imperial Agents | 7a       | 2016 | 12    |
| War Zone Fenris: Wrath of Magnus | 7a       | 2016 | 11    |
| Codex Genestealer Cults | 7a       | 2016 | 09    |
| Black Crusade: Angel's Blade | 7a       | 2016 | 09    |
| Black Crusade: Traitor's Hate | 7a       | 2016 | 09    |
| Codex Deathwatch | 7a       | 2016 | 08    |
| Death From the Skies | 7a       | 2016 | 05    |
| Angels of Death (supplemento dedicato alle regole aggiuntive per i Capitoli di Prima Fondazione, Templari Neri, Magli Scarlatti e alcuni modelli di The Horus Heresy)                                                                            | 7a       | 2016 | 04    |
| War Zone Fenris: Curse of the Wulfen | 7a       | 2016 | 02    |
| War Zone Damocles: Kauyon | 7a       | 2015 | 10    |
| War Zone Damocles: Burning Dawn | 7a       | 2015 | 10    |
| War Zone Damocles: Operation Shadowtalon | 7a       | 2015 | 10    |
| Codex Adeptus Astartes: Dark Angels | 7a       | 2015 | 06    |
| Codex Adeptus Astartes: Space Marine | 7a       | 2015 | 06    |
| Codex Adeptus Mechanicus: Cult Mechanicus | 7a       | 2015 | 05    |
| Codex Imperial Knights | 7a       | 2015 | 05    |
| Codex Eldar: Craftworlds | 7a       | 2015 | 04    |
| Codex Adeptus Mechanicus: Skitarii | 7a       | 2015 | 04    |
| Codex Khorne Daemonkin (permette di usare Space Marine del Caos e Demoni devoti a Khorne tramite un solo codex) | 7a       | 2015 | 03    |
| Codex Eldar: Harlequins | 7a       | 2015 | 02    |
| Codex Necron | 7a       | 2015 | 02    |
| Dataslate: Khârn's Butcherhorde | 7a       | 2015 | 12    |
| Dataslate: Kranon's Helguard | 7a       | 2015 | 12    |
| Dataslate: The Unrelenting Hunt | 7a       | 2014 | 12    |
| Codex Adeptus Astartes: Angeli Sanguinari | 7a       | 2014 | 12    |
| Shield of Baal: Exterminatus | 7a       | 2014 | 12    |
| Shield of Baal: Leviathan | 7a       | 2014 | 11    |
| Haemonculus Covens (supplemento per il Codex Eldar Oscuri dedicato alle Congreghe di Haemonculi) | 7a       | 2014 | 10    |
| Codex Eldar Oscuri | 7a       | 2014 | 10    |
| Dataslate: Officio Assassinorum | 7a       | 2014 | 09    |
| Codex Cavalieri Grigi | 7a       | 2014 | 09    |
| Champions of Fenris (supplemento per il Codex Lupi Siderali dedicato alla Grande Compagnia di Logan Grimnar) | 7a       | 2014 | 08    |
| Codex Lupi Siderali | 7a       | 2014 | 08    |
| Sanctus Reach: The Red Waaagh! | 7a       | 2014 | 07    |
| Dataslate: Space Marines Strike Force Ultra (successivamente aggiornato per essere compatibile con il Codex Space Marine di 7ª edizione) | 7a       | 2014 | 06    |
| Waaagh! Ghazghkull (supplemento per il Codex Orki dedicato alla Waaagh! del Kapoguerra Ghazghkull) | 7a       | 2014 | 06    |
| Codex Orki | 7a       | 2014 | 06    |
| Apocalypse War Zone: Valedor | 7a       | 2014 | 05    |
| Altar of War | 7a       | 2014 | 05    |
| Regolamento | 7a       | 2014 | 05    |
| Codex Legione dei Dannati | 6a       | 2014 | ??    |
| Codex Astra Militarum (ex-Codex Guardia Imperiale) | 6a       | 2014 | 04    |
| Crimson Slaughter (supplemento per il Codex Space Marine del Caos dedicato al Capitolo Rinnegato Massacro Cremisi) | 6a       | 2014 | 03    |
| Dataslate: Tyranid Onslaught - Rising Leviathan III | 6a       | 2014 | 03    |
| Dataslate: Helbrutes | 6a       | 2014 | 03    |
| Dataslate: Tyranid Invasion - Rising Leviathan II | 6a       | 2014 | 03    |
| Dataslate: Tyranid Vanguard - Rising Leviathan I | 6a       | 2014 | 02    |
| Codex Militarum Tempestus (ex kasrkin Guardia Imperiale) | 6a       | 2014 | 04    |
| Dataslate: Tyrannic War Veterans (successivamente aggiornato per essere compatibile con il Codex Space Marine di 7ª edizione) | 6a       | 2014 | 02    |
| Codex Cavalieri Imperiali | 6a       | 2014 | 02    |
| Codex Tiranidi | 6a       | 2014 | 01    |
| Dataslate: Cypher, Lord of the Fallen (successivamente aggiornato per essere compatibile con il Codex Angeli Oscuri di 7ª edizione) | 6a       | 2013 | 12    |
| Dataslate: Reclusiam Command Squad (successivamente aggiornato per essere compatibile con il Codex Space Marine di 7ª edizione) | 6a       | 2013 | 12    |
| Dataslate: Astartes Support Wing (successivamente aggiornato per essere compatibile con il Codex Space Marine di 7ª edizione) | 6a       | 2013 | 12    |
| Dataslate: Tau Firebase Support Cadre | 6a       | 2013 | 12    |
| Dataslate: Be'lakor, The Dark Master | 6a       | 2013 | 12    |
| Clan Raukaan (supplemento per il Codex Space Marine dedicato a uno dei clan delle Mani di Ferro) | 6a       | 2013 | 12    |
| Assalto alla Fortezza (modifica ed espande le regole relative alle fortificazioni) | 6a       | 2013 | 12    |
| Escalation (introduce i veicoli superpesanti nelle partite non apocalittiche) | 6a       | 2013 | 12    |
| Codex Inquisizione | 6a       | 2013 | 11    |
| Sentinels of Terra (supplemento per il Codex Space Marine dedicato alla 3ª Compagnia dei Magli Imperiali) | 6a       | 2013 | 11    |
| Apocalypse War Zone: Pandorax | 6a       | 2013 | 10    |
| Codex Adepta Sororitas | 6a       | 2013 | 10    |
| Apocalypse War Zone: Damnos | 6a       | 2013 | 09    |
| Codex Space Marine: Ultramarine, Furie Bianche, Magli Imperiali, Mani di Ferro, Salamandre, Guardia del Corvo (e capitoli successori di questi); Templari Neri (Capitolo Successore dei Magli Imperiali con organizzazione divergente dal Codex) | 6a       | 2013 | 09    |
| Farsight Enclaves (supplemento per il Codex Impero Tau, dedicato agli Enclavi del Comandante Farsight) | 6a       | 2013 | 08    |
| Iyanden (supplemento per il Codex Eldar dedicato all'Arcamondo Iyanden) | 6a       | 2013 | 07    |
| Apocalisse | 6a       | 2013 | 06    |
| Codex Eldar | 6a       | 2013 | 06    |
| Codex Impero Tau | 6a       | 2013 | 04    |
| Compendium Morte dal Cielo (espande le regole per i duelli aerei) | 6a       | 2013 | 04    |
| Black Legion (supplemento per il Codex Space Marine del Caos dedicato alla Legione Nera) | 6a       | 2013 | ??    |
| Codex Demoni del Caos | 6a       | 2013 | 03    |
| Codex Angeli Oscuri | 6a       | 2013 | 01    |
| Crociata di Fuoco (campagna) | 6a       | 2012 | 11    |
| Codex Space Marine del Caos | 6a       | 2012 | 10    |
| Regolamento | 6a       | 2012 | 06    |
| Codex Necron | 5a       | 2011 | 11    |
| Codex Sorelle Guerriere (pubblicato su White Dwarf 150 e 151) | 5a       | 2011 | 08/09 |
| Codex Cavalieri Grigi | 5a       | 2011 | 04    |
| Codex Eldar Oscuri | 5a       | 2010 | 11    |
| Punta di Lancia (supplemento pubblicato su White Dwarf che permette di giocare grosse battaglie tra corazzati) | 5a       | 2010 | 06    |
| Codex Angeli Sanguinari | 5a       | 2010 | 04    |
| Codex Tiranidi | 5a       | 2010 | 01    |
| Missioni Strategiche | 5a       | 2010 | ??    |
| Codex Lupi Siderali | 5a       | 2009 | 10    |
| Codex Guardia Imperiale | 5a       | 2009 | 05    |
| Attacco Planetario (introduce le regole per giocare invasioni planetarie) | 5a       | 2009 | ??    |
| Codex Space Marine | 5a       | 2008 | 10    |
| Codex Cataciani (pubblicato come download gratuito sul sito Games Workshop) | 4a       | 2008 | ??    |
| Codex Demoni del Caos | 4a       | 2008 | ??    |
| Codex Orki | 4a       | 2008 | 01    |
| Codex Space Marine del Caos | 4a       | 2007 | 09    |
| Codex Angeli Sanguinari (pubblicato su White Dwarf 100 e 101. Con l'uscita della 5ª edizione, venne aggiornato e pubblicato come download gratuito sul sito Gamme Workshop, rimanendo disponibile fino all'uscita del nuovo Codex)               | 4a       | 2007 | 06/07 |
| Codex Angeli Oscuri | 4a       | 2007 | ??    |
| Apocalisse (introduce le regole per giocare modelli e battaglie molto grandi) | 4a       | 2007 | ??    |
| Codex Eldar | 4a       | 2006 | ??    |
| Codex Impero Tau | 4a       | 2006 | ??    |
| Città della Morte (a differenza del Codex: Combattimento Urbano, questo supplemento gestisce il combattimento urbano come un'aggiunta alle regole presenti nel Regolamento di Warhammer 40.000)                                                  | 4a       | 2006 | ??    |
| Codex Templari Neri | 4a       | 2005 | 11    |
| Codex Tiranidi | 4a       | 2005 | ??    |
| Codex Space Marine | 4a       | 2005 | ??    |
| Regolamento | 4a       | 2004 | 08    |
| Codex: Occhio del Terrore | 3a       | 2003 | ??    |
| Codex Cacciatori di Streghe (successivamente reso disponibile come download gratuito sul sito Games Workshop) | 3a       | 2003 | ??    |
| Codex Cacciatori di Demoni (successivamente reso disponibile come download gratuito sul sito Games Workshop) | 3a       | 2003 | ??    |
| Codex Eldar Oscuri (versione rivista) | 3a       | 2003 | ??    |
| Codex Guardia Imperiale (versione rivista) | 3a       | 2003 | ??    |
| Codex Necron | 3a       | 2002 | ??    |
| Codex Space Marine del Caos (versione rivista) | 3a       | 2002 | ??    |
| Codex Tau | 3a       | 2001 | ??    |
| Codex Arcamondi Eldar | 3a       | 2001 | ??    |
| Codex Tiranidi | 3a       | 2001 | ??    |
| Codex Cataciani | 3a       | 2001 | ??    |
| Codex Angeli Sanguinari (versione rivista) | 3a       | 2001 | ??    |
| Codex: Combattimento Urbano |          |      |       |
| Codex Lupi Siderali | 3a       | 2000 | ??    |
| Codex Armageddon (prima introduzione delle regole per i Templari Neri e Salamandre) | 3a       | 2000 | ??    |
| Codex Eldar | 3a       | 1999 | ??    |
| Codex Orki | 3a       | 1999 | ??    |
| Codex Assassini | 3a       | 1999 | ??    |
| Codex Guardia Imperiale | 3a       | 1999 | ??    |
| Codex Space Marine del Caos | 3a       | 1999 | ??    |
| Codex Angeli Oscuri | 3a       | 1999 | ??    |
| Codex Eldar Oscuri | 3a       | 1998 | ??    |
| Codex Angeli Sanguinari | 3a       | 1998 | ??    |
| Codex Space Marine | 3a       | 1998 | ??    |
| Regolamento | 3a       | 1998 | ??    |
| Codex Assassini | 2a       | 1997 | ??    |
| Codex Sorelle Guerriere | 2a       | 1997 | ??    |
| Codex Caos | 2a       | 1996 | ??    |
| Codex Angeli della Morte (combina Angeli Sanguinari e Angeli Oscuri) | 2a       | 1996 | ??    |
| Codex Guardia Imperiale | 2a       | 1995 | ??    |
| Codex Ultramarine (nonostante il nome, poteva essere utilizzato con qualsiasi Capitolo di Space Marine) | 2a       | 1995 | ??    |
| Codex Orki | 2a       | 1994 | ??    |
| Codex Eldar | 2a       | 1994 | ??    |
| Codex Lupi Siderali | 2a       | 1994 | ??    |
| Codex Tiranidi | 2a       | 1993 | ??    |
| Codex Army Lists | 2a       | 1993 | 01    |
| Warhammer 40.000: Wargear | 2a       | 1993 | 01    |
| Codex Imperialis | 2a       | 1993 | 01    |
| Regolamento | 2a       | 1993 | 01    |
| Warhammer 40.000: Battle Manual | 1ª       | 1992 | ??    |
| Freebooterz (lista dell'esercito per i pirati Orki) | 1ª       | 1991 | 12    |
| 'Ere We Go (libro dedicato agli Orki in Warhammer 40.000) | 1ª       | 1991 | ??    |
| Warhammer 40.000: Compilation | 1ª       | 1991 | ??    |
| Waaargh Orks | 1ª       | 1990 | ??    |
| Realm of Chaos: The Lost and The Damned | 1ª       | 1990 | ??    |
| Warhammer 40.000: Compendium | 1ª       | 1989 | ??    |
| Realm of Chaos: Slaves to Darkness | 1ª       | 1988 | ??    |
| Warhammer Siege (conteneva regole per gli assedi sia per la 1ª edizione di Warhammer 40.000 sia per la 3ª di Warhammer Fantasy) | 1ª       | 1988 | ??    |
| Warhammer 40.000 Chapter Approved: Book of the Astronomican | 1ª       | 1988 | ??    |
| Rogue Trader (Regolamento) | 1ª       | 1987 | ??    |

## Le forze in campo
Gli eserciti disponibili per Warhammer 40.000 sono numerosi e vari e spaziano dalla Guardia Imperiale alle forze di élite come gli Space Marine ai classici alieni mostruosi come i Tiranidi o creature umanoidi più avanzate tecnologicamente come gli Eldar o i Tau.

### Forze dell'Imperium
- Astra Militarum o Guardia Imperiale
  - Militarum Tempestus
- Space Marine Capitoli di Prima Fondazione (P) e di Fondazioni successive (S):
  - Angeli Oscuri (P)
  - Angeli Sanguinari (P)
  - Furie Bianche (P)
  - Guardia del Corvo (P)
  - Lupi Siderali (P)
  - Magli Imperiali (P)
  - Mani di Ferro (P)
  - Salamandre (P)
  - Templari Neri (S)
  - Magli Scarlatti (S)
  - Ultramarine (P)
  - Cavalieri Grigi (Nessuna Fondazione)
    - Altri Capitoli Successori (S)
- Inquisizione
  - Ordo Malleus
  - Ordo Hereticus
  - Ordo Xenos
- Adepta Sororitas (Sorelle Guerriere) strettamente legata agli inquisitori dell'Ordo Hereticus. L'esercito include elementi dell'Adeptus Ministorum, comunemente conosciuto come Ecclesiarchia.
- Adeptus Mechanicus
  - Skitarii
  - Legio Cybernetica
  - Legio Titanicus
  - Culto Mechanicus
  - Casate di Cavalieri Imperiali del Mechanicus
- Adeptus Custodes
- Casate di Cavalieri Imperiali

### Forze del Chaos e umane rinnegate
- Demoni del Caos
- Space Marine del Caos:
  - Figli dell'Imperatore
  - Divoratori di Mondi
  - Guardia della Morte
  - Guerrieri di Ferro
  - Legione Alfa
  - Legione Nera
  - Predicatori
  - Signori della Notte
  - Stirpe dei Mille
    - Capitoli traditori
- Cavalieri del Chaos

### Razze Aliene o Xenos
- Eldar
  - Eldar degli Arcamondi
  - Arlecchini
  - Eldar Oscuri
  - Ynnari
- Necron
- Orki
- Impero T'au
- Tiranidi
  - Culto dei Genestealer

Gran parte dei giocatori possiede almeno un esercito di Space Marine (lealisti o caotici) in quanto essi sono in qualche modo il simbolo dell'ambientazione stessa. Infatti scherzosamente si dice che gli Space Marine "costituiscono il 90% della popolazione dell'intero universo di Warhammer 40.000", considerato il numero di giocatori che li collezionano e la loro presenza durante i tornei, sebbene secondo l'ambientazione essi dovrebbero essere piuttosto rari, in quanto corpo militare più elitario in assoluto della razza umana, basti considerare che ogni Capitolo di Space Marine è composto da soli 1 000 uomini (e quindi il totale degli space marine facenti parte dei capitoli fondatori lealisti è inferiore a 9 000 persone) mentre l'Imperium avrebbe una popolazione quasi incalcolabile. Vi sono comunque numerosi Capitoli Successori che di conseguenza portano a "n" il numero complessivo di space marine lealisti.

## Personaggi importanti
L'universo di Warhammer 40.000 è arricchito da dettagli su personaggi di particolare rilevanza per l'impatto che hanno avuto sulla sua storia. La lista che segue ne riporta alcuni:
- L'Imperatore
- Horus
- Abaddon il Distruttore
- Eldrad Ulthran
- I Primarchi
- Malcador il Sigillita

## Collezionismo e modellismo
I nuovi giocatori che desiderino iniziare a giocare, devono aspettarsi di spendere almeno 300 € (nel 2019) per un esercito di partenza con un ampio margine di personalizzazione (2 000 punti circa), ma la spesa può essere anche molto maggiore e varia a seconda dell'esercito scelto. È possibile risparmiare acquistando le scatole iniziali, gli easy to build e gli start collecting. A questa spesa bisogna però sempre aggiungere il regolamento, il codex della propria armata, un righello in pollici, i colori, i pennelli e gli eventuali altri attrezzi di modellismo e imbasettamento. I giocatori possono anche comprare unità singole in squadre o in boxed set. Il costo dei set varia di molto (dai 20 ai 110 €) a seconda del contenuto ognuno dei quali può contenere da uno a venti modelli.
Poiché i modelli sono dipinti a mano e assemblati dai giocatori, essi sono incoraggiati a inventare personali schemi di colore, o altrettanto a usare schemi di colori già pronti, spiegati nei codex o in altre pubblicazioni in merito. Sono inoltre incoraggiati a modificare i propri modelli o veicoli usando pezzi da kit o modelli (conosciuti anche come bitz o sprue dai giocatori), o disegnare di propria mano dalla materia verde o dal plasticard, modellando da zero, o inventando qualunque altra cosa passi per la testa al modellista. Queste conversioni sono spesso inserite in competizioni dedicate e sponsorizzate come tornei, o simili eventi ludici, mentre i diorami non vengono utilizzati nel gioco poiché modificando la forma e le dimensioni della miniatura ne modificano anche l'impatto in gioco (una miniatura più grande è più facile da vedere e meno da tenere in copertura, rischiando di essere colpita e distrutta con maggior facilità.
I terreni sono una parte importante del gioco. Nonostante la Games Workshop renda disponibili molti kit di terreni già pronti, molti hobbisti preferiscono costruirseli da sé, creando dei veri e propri pezzi unici; oltretutto, originariamente la Games Workshop incoraggiava la creazione di ambientazioni fai-da-te e con materiale non ufficiale anche al di fuori dei concorsi. Oggetti comuni come cannucce, tazze, imballaggi di polistirolo e bottiglie impilate possono essere trasformati in cattedrali rovinate, habitat alieni o terreni, con l'aggiunta di plasticard o di altri dettagli, con un po' di pazienza e bravura. Sono comunque disponibili molte ambientazioni "confezionate", come antiche rovine distrutte dalla guerra e addirittura enormi campi di battaglia subito pronti all'uso, con apposite regole per il gioco, sebbene siano tutte relative alle fazioni "umane" dell'ambientazione.
Alcuni giocatori non sono in grado di acquisire le miniature necessarie per la propria armata, per molte ragioni. Essi scelgono di usare sostituzioni; sostituendo un modello con altri oggetti. Come elementi Lego o miniature di altre compagnie, o vecchi modelli Games Workshop, modificati per l'occasione. Se facciamo eccezione per i vecchi modelli GW che, opportunamente convertiti possono essere sempre usati, questo tipo di modelli di regola non possono essere usato nei tornei ufficiali e anche nel gioco non competitivo possono essere usati col consenso dell'avversario. Alcune compagnie minori producono miniature pensate per giocare col regolamento e l'ambientazione della Games Workshop, sia per Warhammer 40.000 sia per la versione fantasy: inutile dire che per esse vale il divieto per competizioni ufficiali e negozi GW.